# Pokrowskoje (obwód orłowski)
Pokrowskoje (ros. Покровское) – osiedle typu miejskiego w zachodniej Rosji, na terenie obwodu orłowskiego.
Miejscowość leży w rejonie pokrowskim, którego ośrodek administracyjny stanowi, nad i liczy ok. 4600 mieszkańców (1 stycznia 2005 r.), tj. ok. 27% całej populacji rejonu.
Osada jest jedynym ośrodkiem miejskim na terenie tej jednostki podziału administracyjnego.
Pokrowskoje jest lokalnym centrum kulturalnym i gospodarczym. W miejscowości tej znajdują się m.in. mieszalnia pasz i drukarnia